# Cá mú đá
Cá mú đá hay cá song đá, tên khoa học Epinephelus quoyanus, là một loài cá trong họ Serranidae. Chúng thường được tìm thấy ở vùng biển Tây Thái Bình Dương, từ Nhật Bản đến Úc, có thể đạt đến chiều dài 40 cm.